# Wild Weather
Wild Weather és un oli sobre pintura masonita de l'artista estatunidenc Frederick Judd Waugh. El treball representa les ones que s'estavellen sobre formacions de roca, i juntament amb Roaring Forties és un dels dos paisatges marins de Waugh en exhibició en el Metropolitan Museum of Art. Waugh va gravar la seva paleta per les seves pintures marines com: blanc permalba, els cadmis, alitzarina, blau ceruli, blau cobalt, blau ultramarí, verd veronès, siena cru, siena cremat i negre d'ivori.